# Марьевка (Богучарский район)
Марьевка — хутор в Богучарском районе Воронежской области.
Входит в состав Липчанского сельского поселения.

## Население
| 2000 | 2005 | 2010 |
| ---- | ---- | ---- |
| 27   | ↗35  | ↘26  |

## География

### Улицы
- ул. Степная.